# Dictyophara nigromaculata
Dictyophara nigromaculata är en insektsart som beskrevs av Walker 1851. Dictyophara nigromaculata ingår i släktet Dictyophara och familjen Dictyopharidae. Inga underarter finns listade i Catalogue of Life.